# 원귀미
원귀미(元歸靡, ? ~ 기원전 51년?)는 오손의 군주로, 초대 대곤미다. 3대 곤미 비왕 옹귀미와 유해우의 아들이다.

## 생애
아버지 비왕은 2대 곤미 잠취 군수미의 사촌 형제로, 어린 잠취의 아들 광왕을 태자로 삼는 조건으로 곤미가 됐다.  자기 아들인 원귀미를 다음 곤미로 삼으려 해, 전한에서는 오손에 공녀를 겸 오손의 군주인 원귀미에게 한족의 유해우의 남동생의 딸 상부를 공녀로 보내려 상혜 등 100여 명의 사절단을 꾸려 출발시켰다. 이들이 국경을 나서기도 전에 비왕이 죽어, 오손에서는 원귀미 대신 옛 약속대로 광왕을 곤미로 세웠고, 전한에서는 사절단을 귀국시켰다.
광왕이 인심을 잃어, 흉노를 외가로 둔 이복 형제 오취도가 외가를 내세워 무리를 모아 자립하고, 광왕을 습격해 살해하고 스스로 곤미가 됐다. 그러나 전한에서 파강장군 신무현과 1만 5천 명의 군대가 와서 공격하려 했다. 이때 전한의 정길은 오취도와 우대장이 친하므로 우대장의 부인인 전한 사람 풍료를 시켜 항복할 것을 권하니, 조그만 칭호를 원한다고 답했다. 풍료를 불러 사정을 조사하고 돌려보낸 선제의 명령에 따라, 오손의 수도 적곡성으로 가서 장라후 상혜를 보내 원귀미를 대곤미(大昆靡)로 세웠다. 오취도는 소곤미(小昆靡)가 되었다. 그리고 두 곤미 모두 전한에서 인수를 받았다. 나중에 소곤미가 흡후들에게 백성을 돌려보내지 않아, 상혜가 군대를 이끌고 적곡성에 주둔하니 백성을 분할해서 대곤미는 6만여 호, 소곤미는 4만여 호를 거느렸다. 그러나 백성들의 마음은 소곤미를 따랐다.
광왕이 오취도에게 살해되기 전 유해우가 암살을 시도한 사건이 오봉 연간(기원전 57년 ~ 기원전 54년)으로 추정되고, 원귀미와 치미(광왕과 유해우의 아들)가 모두 죽은 뒤 감로 3년(기원전 51년)에 전한으로 귀국했으므로, 이 사이에 죽은 것으로 보인다. 죽은 후 아들 성미가 뒤를 이었다. 한서외국전역주의 주석에서는 기원전 51년에 성미가 즉위한 것으로 추정했다.

## 출전
- 반고: 《한서》 권96하 서역전제66하, 동북아역사재단 편집 《한서외국전역주》에서 인용